# اچ‌ام‌اس راولپندی
اچ‌ام‌اس راولپندی (به انگلیسی: HMS Rawalpindi) یک کشتی بود که طول آن ۵۴۸ فوت (۱۶۷ متر) بود. این کشتی در سال ۱۹۲۵ ساخته شد.
این کشتی توسط کشتی شارن‌هورست غرق شد